# DOORS 2008
DOORS 2008（ドアーズ にせんはち）とは、TBS系列で2008年9月21日に放送されたゲームアトラクションバラエティ番組である。
司会は4年連続で、元日本テレビアナウンサーの福澤朗、芸能人チームリーダーは、同じく4年連続でナインティナインが務め、ナレーションは服部潤が担当した。
また、福澤は4年連続で総合司会・実況・ナレーションを兼務した。

## 概要
DOORSシリーズの第4弾。前回のDOORS 2007も好評だったため放送された。
DOORS 2007 同様東京都江東区の東京ビッグサイト及び有明のオリンピック選手村予定地で戦いを繰り広げた。インドアとアウトドアそれぞれで昨年よりもさらにパワーアップしたアトラクションが挑戦者たちを待ち受けていた。平均視聴率は14.7%（関東地区、ビデオリサーチ調べ）

## 放送時間
- 2008年9月21日 19:00-22:48（21時頃にJNNフラッシュニュース挿入）

## 司会者

### 総合司会・実況
- 福澤朗（元日本テレビアナウンサー） 
  - 合言葉は「君に幸あれ」、失敗時は「ビビデバビデブー」(オッペケペー）と叫んだ。
  - ウォーターバイクのみ不在であった為、佐藤文康（TBSアナウンサー）が代理で実況を担当。

### 芸能人チームリーダー
- ナインティナイン（岡村隆史・矢部浩之）
  - 矢部は、スタート地点にてインタビュアー役で参加。
  - 岡村は前年に引き続き若手芸人たちと共に挑戦者として参加し、出番以外は矢部と同様でインタビューを行った。

### リポーター
※TBSアナウンサー7人がインタビューを行った。
- 高野貴裕（ウォータージャンプ、バンジー7引率担当）
- 赤荻歩（ウォータージャンプ）
- 蓮見孝之（ジャングルアドベンチャー、ウォーターバイク）
- 小林麻耶（バンジー5、ヒュースポン）
- 青木裕子(ウォータージャンプ、ウォーターバイク)
- 岡村仁美（ジャングルアドベンチャー）
- 出水麻衣(バンジー7。デモンストレーター兼務)

## 挑戦者
※50音順
- 相澤仁美
- 有吉弘行
- 岩尾望（フットボールアワー）
- エド・はるみ
- 岡村隆史（ナインティナイン）
- 小倉優子
- 海川ひとみ
- 狩野英孝
- ガレッジセール（ゴリ・川田広樹）
- カンニング竹山
- 小島よしお
- 小杉竜一（ブラックマヨネーズ）
- 品川庄司 (品川祐(DOORS 2006優勝)･庄司智春)
- 世界のナベアツ
- ダチョウ倶楽部 (肥後克広･上島竜兵･寺門ジモン)
- たむらけんじ
- 田村亮 (ロンドンブーツ1号2号)
- チェリー☆パイ（かっすん･みほ）
- 出川哲朗
- なだぎ武 (ザ・プラン9)
- 鼠先輩
- はるな愛
- 髭男爵 (山田ルイ53世･ひぐち君)
- 藤崎マーケット (田崎祐一･トキ)
- FUJIWARA (原西孝幸･藤本敏史)
- ペナルティ (ヒデ･ワッキー(DOORS 2007優勝))
- ほっしゃん。
- 松井絵里奈
- 村上ショージ
- 森三中（村上知子・大島美幸・黒沢かずこ）
- 山崎邦正
- 優木まおみ
- ロバート（秋山竜次・馬場裕之・山本博）
- 若井おさむ
- 渡辺直美

## アトラクション
- 今年も、岡村隆史を含む約50名による個人戦。
- まず5つのアトラクションを行い、合計ポイントの上位4名が準決勝。準決勝で勝利した2名が決勝に挑む。

### 第1 STAGE・ジャングルアドベンチャー
ヒュースポンと共に、全ての年で行われているSASUKEのようなアトラクション。今年は、ウォーターボード・ローリングサボテン以外の3エリアが新エリアとなった。
- 1人ずつ挑戦
- 「ウォーターボード」、「ツイスターバー」、「ローリングサボテン」、「ギロチンスライダー」、「ドンキーコング」と5つのアトラクションを制限時間80秒(1分20秒)で行なう。
- 途中で落水または落下するか、制限時間以内にゴール出来なかった場合は失敗。1つのアトラクションをクリアするごとに20P。全てクリアなら100P獲得。

「ウォーターボート」
高さ7mの地点からサーフボードで斜面を滑り、ジャンプ台から飛んだその勢いで長さ18mのプールを正座の状態で渡りきる。落水したら失敗。
「ツイスターバー」
橋の途中で、横方向に回転して進行を阻む合計24本のバーをかわしながら、一本橋を渡る（橋自体も、蒲鉾の様に中央が膨らんでいる形の為、外へ落下しやすい）。バーにぶつかったり、足を滑らせたりして、橋から落ちると失敗。
「ローリングサボテン」
高さ3mの場所で回転する丸太を、バランスを保って通り抜ける。但し、サボテンのトゲの様に、丸太に金銀のポールが多数刺さっているので、それらを避けつつ進まないといけない。落下したら失敗。
「ギロチンスライダー」
台車に乗り込んで、スライダーを滑り降りる。但し、スライダーの途中で2枚の扉が上下しており、扉に挟まって勢いを失い、台車が途中で止まった場合は失敗。体が扉に挟まっても、台車の勢いが残っていてスライダーの終点に到達していればクリアとなる。
「ドンキーコング」
テレビゲーム『ドンキーコング』の1面を実写化させた様なアトラクション。樽の代わりにDKボール（ドンキーボール）が転がってくるので、それをかわしながら、3段目にあるボタンを制限時間内に押すとゴール。

### 第2 STAGE・ハンマーオーケストラ
2005・2007で催されたアトラクション。
- 猫の手がついたハンマーで、モグラ叩きの要領でネズミを叩く。ネズミを叩かれると音が奏でられ、出てきた音を頼りに、曲名を当てる。チャンスは2回(同じ曲)。
- 2回のチャンスのうち1回でも正解なら100P獲得。2回とも不正解ならチャレンジャーの足元が開いて、4m真下の発泡スチロールを敷き詰めたプールへ落下。

### 第3 STAGE・ウォータージャンプ
今回が初登場のアトラクション。
ビッグサイトの外（東京湾上、東雲運河。東京オリンピック構想で選手村予定地付近）で行われる。
- トランポリンを使って、水上に浮かぶマットに向ってジャンプする。
- 身体の2/3以上が着地すればクリア。
- 最初はマットまでの間隔が3m00cmの状態で全員が挑戦。成功者のみ次の距離へ進む。
  - 試技は1人1回のみ。飛ぶ距離へのパスは自由。
  - 設定距離は最長6m50cm。
- 1つの設定距離を成功するごとに20P獲得。但し、3m00cmで失敗した挑戦者は0P。

### 第4 STAGE・バンジー7-セブン-
2006～2007で催されたアトラクション。
- 1対1の対戦形式
- 両者はまず、地上14mの高さにある滑り台に座る（両者が座った後、双方の滑り台が予め15度傾く）。
- 合図が鳴った後、体内時計を駆使して合図が鳴ってから7秒後だと思ったタイミングで、横にあるメーターのボタンをピコピコハンマーで叩いて、時計を止める。
- 双方1回ずつ行って、より7秒に近かった方が勝利。
- 勝者は100P獲得。敗者は罰として自分の滑り台が更に45度まで傾いた後、実況のカウントダウンの後に滑り台から落とされ、高さ14mからバンジージャンプを飛ばされる。

### 第5 STAGE・ウォーターバイク
2006～2007で催されたアトラクション。
ビッグサイトの外（東京湾上、東雲運河。東京オリンピック構想で選手村予定地付近）で行われる。
- 1人ずつ挑戦
- 東京湾上に敷かれた幅50cm,長さ250mのピアフロートで作られた一本橋を、自転車に乗って渡る。
- 最も長い距離をわたったチャレンジャーに100P、以下2位90P、3位80P…9位20P、10位10P

### 準決勝・バンジー5-ファイブ-
- バンジー7のノルマを5秒にしたバージョンで、ポイントの上位4人がFINALSTAGE進出をかけて争う1対1の対戦形式。ノルマが5秒、勝者の処遇がFINAL STAGE進出に変わった点以外はあちらと同じ。
- 庄司とワッキー、小島と岡村がそれぞれ対戦した。

### FINAL STAGE・ヒュースポン
- 高さ18mから直径6.5cmの鉄球を落として、地上にある直径10cmの穴に入れる。（前大会より3cm小さい）
- 1人1球ずつ交互に落として、先に穴に入れた方が優勝。先攻が成功しても後攻が成功すれば、ゲーム続行のサドンデス方式。
- 小島とワッキーの対戦（小島の先行）で、ワッキーが1回目で成功し、2連覇を達成した。なお、優勝したワッキーには、優勝賞金¥1 000 000＋「トヨタ・新型アルファード」が贈られた。

### 総合成績発表
- 1位　ワッキー　300P（2連覇達成）
- 2位　小島よしお　220P
- 3位　岡村隆史　250P
- 3位　庄司智春　210P
- 5位　ゴリ　200P
- 6位　小杉竜一　150P
- 7位　原西孝幸　110P
- 8位　大島美幸　100P
- 8位　鼠先輩　100P
- 10位　なだぎ武　70P
- 11位　品川祐　60P
- 11位　トキ　60P
- 13位　馬場裕之　30P
- 14位　小倉優子　20P
- 14位　有吉弘行　20P
- 14位　若井おさむ　20P
- 14位　渡辺鐘　20P
- 14位　狩野英孝　20P
- 14位　かっすん　20P
- 14位　みほ　20P
- 14位　海川ひとみ　20P
- 14位　村上ショージ　20P
- 23位　山田ルイ53世　10P
- 23位　ヒデ　10P
- 23位　岩尾望　10P
- 矢部浩之 0P
- 藤本敏史　0P
- ひぐち君　0P
- 田崎佑一　0P
- 村上知子　0P
- 黒沢かずこ　0P
- 秋山竜次　0P
- 山本博　0P
- 相澤仁美　0P
- カンニング竹山隆範　0P
- 出川哲朗　0P
- 優木まおみ　0P
- 松井絵里奈　0P
- 寺門ジモン　0P
- 肥後克広　0P
- 上島竜兵　0P

## 番組のテーマ曲
- 「Come In Now! feat. 杉本恭一(LÄ-PPISCH)」 （アルバム「HB」収録曲、2008年8月6日発売）歌:九州男 レーベル:日本クラウン

## 外部データ
- DOORS 2008

| TBS系列 DOORSシリーズ | TBS系列 DOORSシリーズ | TBS系列 DOORSシリーズ |
| 前番組                | 番組名                | 次番組                |
| --------------------- | --------------------- | --------------------- |
| DOORS 2007            | DOORS 2008            | DOORS 2009春          |